# Bia Bedran
Beatriz Martini Bedran (Niterói, 26 de novembro de 1955), conhecida pelo nome artístico de Bia Bedran, é uma compositora, cantora, violonista, atriz, escritora e educadora musical brasileira conhecida por seu trabalho no teatro e na televisão com o público infantil. 

## Biografia
Bia Bedran formou-se em musicoterapia pela Faculdade de Musicoterapia no Rio de Janeiro e em Educação Artística com habilitação em música. Se tornou mestre pela Universidade Federal Fluminense (UFF) em Estudos Contemporâneos das Artes, e foi professora da Universidade do Estado do Rio de Janeiro (UERJ). Entre 1973 e 1983 integrou o Quintal Teatro Infantil, onde realizou trabalhos de atriz, cantora e diretora musical de todos os espetáculos infantis do grupo. Dentro outros trabalhos de destaque, Bia também participou e fundou o "Bloco da Palhoça", com quem gravou seu primeiro disco na década de 1980.
Na décadas de 1980 e 1990 realizou trabalhos para a televisão. Foi a apresentadora do programa Canta Conto, realizado pela extinta emissora TVE Brasil do Rio de Janeiro, atual TV BRASIL. Participou também do Lá Vem História, do canal TV Cultura de São Paulo, sendo substituída ocasionalmente pela atriz Ilana Kaplan.
Ao longo de uma carreira dedicada às crianças e à arte, é autora de 14 livros infantis e gravou e produziu 10 CDs e 2 DVDs, sempre mesclando o canto e a narrativa. É uma referência em arte e educação, com públicos cativos em shows, peças de teatro infantil e palestras para adultos. 
Como pesquisadora, lançou o livro A Arte de Cantar e Contar Histórias: Narrativas Orais e Processos Criativos, resultado de sua dissertação de mestrado e considerado Altamente Recomendável pela FNLIJ (Fundação Nacional do Livro Infantil e Juvenil) em 2013, na categoria teórico. Dois de seus livros lançados pela Ed. Nova Fronteira intitulados “O Caraminguá” e “O Mundo dos Livros” (Prêmio Jabuti 2016) estão incluídos nos catálogos 2014 e 2016 da FNLIJ (Fundação Nacional do Livro Infantil e Juvenil) para a Feira Internacional de Livros de Bolonha.
Bia Bedran viaja há mais de 20 anos por todo o Brasil para ministrar sua oficina de música e de formação de contadores de histórias para jovens e adultos, intitulada “A Arte de Cantar e Contar Histórias”.
No cinema, atuou no premiado longa-metragem A Família Dionti, de Alan Minas.
Nos espetáculos musicais em que assina roteiro e direção, Bia contempla diversas técnicas e performances teatrais em que bonecos e adereços complementam sua arte muito singular de narrar, cantar e interpretar. Recebeu diversos prêmios ligados à música e ao teatro ao longo de toda sua vida. Em mais de 40 anos dedicados ao público infantil, Bia construiu uma carreira de sucesso, participando ativamente da infância de várias gerações, educando, permeando sonhos e estimulando a criatividade de crianças do Brasil inteiro.

## Discografia[7]

### Com o Bloco da Palhoça

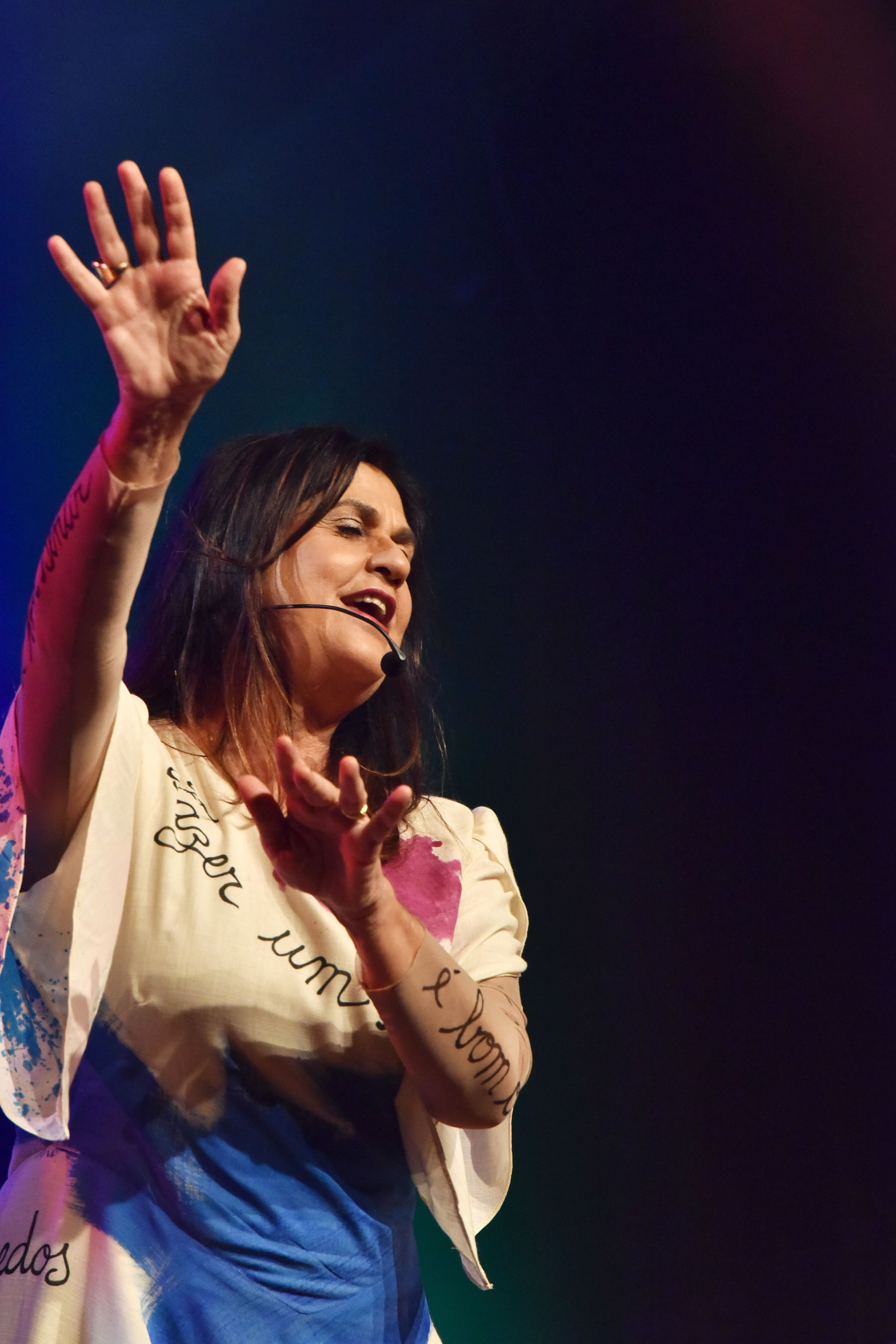
Bia Bedran no espetáculo Minha Biblioteca Cantante em 2018

- 1980: Músicas Para Brincar e Cantar. (Musicolor/ Selo Continental).
- 2016: Bloco da Palhoça

### Álbuns Solo
- 1987: Bia Bedran
- 1992: Quintal[8]
- 1995: A Caixa de Música de Bia
- 1996: Bia Canta e Conta
- 1997: Coletânea de Músicas Infantis (lançamento dos LPs de 1987 e 1992 em CD)
- 1998: Acalantos
- 1999: Dona Árvore
- 2000: O Melhor de Bia Bedran (Coletânea)
- 2000: Úman
- 2001: Bia Canta e Conta 2
- 2003: Brinquedos Cantados
- 2005: Fazer um Bem
- 2013: Beatriz
- 2023: Invenções

### DVD's
- 2007: Histórias de um João de Barro [9]
- 2010: Cabeça de Vento [10]

## Livros
- 1996: O Pescador, O Anel e o Rei
- 1996: A Sopa de Pedra
- 2003: Cabeça de Vento
- 2006: Deus
- 2007: Eu e o Tempo
- 2008: O Palhaço Biduim
- 2009: A Menina do Anel
- 2011: Uma História Sem Fim
- 2011: O Sapateiro e os Anõezinhos
- 2012: O Menino Que Foi Ao Vento Norte
- 2012: A Arte De Contar e Cantar Histórias
- 2013: O Caraminguá
- 2014: Fazer Um Bem
- 2015: O Mundo Dos Livros
- 2018: APSOP
- 2020: A Obra
- 2023: A oficina de Dom Pepe [11]
- 2023: Seu Pedro e Dona Diná [12]